# رامي الرحموني
رامي الرحموني سباح تونسي من مواليد 1 جانفي 2009. تحصل على ميدالية ذهبية في سباق 1500 متر سباحة حرة في دورة الألعاب العربية 2023.

## مواضيع ذات صلة
- دورة الألعاب العربية 2023
- تونس في دورة الألعاب العربية 2023